# Crytea graciliventer
Crytea graciliventer là một loài tò vò trong họ Ichneumonidae.